# Copa Mundial de Críquet de 1999
La Copa Mundial de Críquet de 1999 fue la séptima edición del torneo. Tuvo lugar principalmente en Inglaterra, y unos partidos tuvieron lugar en Escocia, Irlanda, Países Bajos y Gales. Australia ganó la Copa, derrotando a Pakistán en la final.

## Participantes
- Australia
- Bangladés
- Escocia
- Inglaterra
- India
- Indias Occidentales
- Kenia
- Nueva Zelanda
- Pakistán
- Sri Lanka
- Sudáfrica
- Zimbabue

## Etapa de grupos

### Grupo A
| Equipo     | Jj | G | P | NR | E | PC    | Pts | PTA |
| ---------- | -- | - | - | -- | - | ----- | --- | --- |
| Sudáfrica  | 5  | 4 | 1 | 0  | 0 | 0.86  | 8   | 2   |
| India      | 5  | 3 | 2 | 0  | 0 | 1.28  | 6   | 0   |
| Zimbabue   | 5  | 3 | 2 | 0  | 0 | 0.02  | 6   | 4   |
| Inglaterra | 5  | 3 | 2 | 0  | 0 | −0.33 | 6   | N/D |
| Sri Lanka  | 5  | 2 | 3 | 0  | 0 | −0.81 | 4   | N/D |
| Kenia      | 5  | 0 | 5 | 0  | 0 | −1.20 | 0   | N/D |

### Grupo B
| Equipo              | Jj | G | P | NR | E | PC    | Pts | PTA |
| ------------------- | -- | - | - | -- | - | ----- | --- | --- |
| Pakistán            | 5  | 4 | 1 | 0  | 0 | 0.51  | 8   | 4   |
| Australia           | 5  | 3 | 2 | 0  | 0 | 0.73  | 6   | 0   |
| Nueva Zelanda       | 5  | 3 | 2 | 0  | 0 | 0.58  | 6   | 2   |
| Indias Occidentales | 5  | 3 | 2 | 0  | 0 | 0.50  | 6   | N/D |
| Bangladés           | 5  | 2 | 3 | 0  | 0 | −0.52 | 4   | N/D |
| Escocia             | 5  | 0 | 5 | 0  | 0 | −1.93 | 0   | N/D |

## Super 6
| Equipo        | Jj | G | P | NR | E | PC    | Pts | PTA |
| ------------- | -- | - | - | -- | - | ----- | --- | --- |
| Pakistán      | 5  | 3 | 2 | 0  | 0 | 0.65  | 6   | 4   |
| Australia     | 5  | 3 | 2 | 0  | 0 | 0.36  | 6   | 0   |
| Sudáfrica     | 5  | 3 | 2 | 0  | 0 | 0.17  | 6   | 2   |
| Nueva Zelanda | 5  | 2 | 2 | 1  | 0 | −0.52 | 5   | 2   |
| Zimbabue      | 5  | 2 | 2 | 1  | 0 | −0.79 | 5   | 4   |
| India         | 5  | 1 | 4 | 0  | 0 | −0.15 | 2   | 0   |

## Ronda Final
|  | Semifinales                            | Semifinales |       |  | Final                         | Final |  |
|  |                                        |             |       |  |                               |       |  |
|  | 16 de junio - Old Trafford, Mánchester |             |       |  |                               |       |  |
|  | Nueva Zelanda                          | 241/7       |       |  |                               |       |  |
|  | Pakistán                               | 242/1       |       |  |                               |       |  |
|  |                                        |             |       |  |                               |       |  |
|  |                                        |             |       |  | 20 de junio - Lord's, Londres |       |  |
|  |                                        |             |       |  | Pakistán                      | 132   |  |
|  |                                        | Australia   | 133/2 |  |                               |       |  |
|  |                                        |             |       |  |                               |       |  |
|  |                                        |             |       |  |                               |       |  |
|  |                                        |             |       |  |                               |       |  |
|  | 17 de junio - Edgbaston, Birmingham    |             |       |  |                               |       |  |
|  | Australia                              | 213         |       |  |                               |       |  |
|  | Sudáfrica                              | 213         |       |  |                               |       |  |

- Datos: Q1139952
- Multimedia: Cricket World Cup 1999 / Q1139952